# トム・バン・アースデール
トム・バン・アースデール（Tom Van Arsdale、1943年2月22日 - ）はアメリカ男子プロバスケットボールリーグNBAで活躍した元バスケットボール選手。インディアナ州インディアナポリス出身。一卵性双生児の弟、ディック・バン・アースデールも元NBA選手である。
トーム・バン・アースデールことトーマス・アーサー・バン・アースデールは、高校、大学と弟のディックと共にプレイし、インディアナポリス・マニュアル高校時代は1961年の州トーナメント決勝まで導き、優れたバスケットボール選手に贈られるトレスター賞をディックと共同受賞した。インディアナ大学卒業後、1965年のNBAドラフトで全体11位指名を受けてデトロイト・ピストンズに入団。ディックもニューヨーク・ニックスから10位指名を受けており、一卵性双生児が初めて同時に指名を受けた例として話題となった。
ルーキーイヤーは平均10.5得点を記録し、ディックと共にオールルーキー1stチームに選ばれた。ピストンズでの3年目となる1967-68シーズン中にシンシナティ・ロイヤルズに移籍する。
ピストンズ時代は中堅選手の一人に過ぎなかったトムは、ロイヤルズ移籍を機にオールスター級の選手に成長し、1968-69シーズンにはこれまでのキャリア平均を大きく上回る19.4得点4.6リバウンドを記録。翌1969-70シーズンには初のアベレージ20得点オーバーとなる22.8得点6.9リバウンド、大エースのオスカー・ロバートソンがロイヤルズを去った1970-71シーズンにはキャリアハイであり、またチームトップでもある22.9得点を記録した。ロイヤルズで全盛期を過ごしたトムは、1972-73シーズンにフィラデルフィア・76ersに移籍し、その後アトランタ・ホークスを経て1976-77シーズンにはディックの居るフェニックス・サンズに移籍。ディックと共にラストシーズンを過ごし、現役から引退することになった。
NBA通算成績は12シーズン929試合の出場で14,232得点3,942リバウンド、平均15.3得点4.2リバウンドだった。
同じ年にNBA入りを果たしたディックもトムと同じ時期に最初の移籍を経験し、同じ時期にキャリアの全盛期を迎え、同じ回数オールスターに出場し、ラストシーズンを兄弟同じチームで過ごし、そして同じ年に現役から引退したが、ファイナル出場経験もあるディックに対し、トムはついにプレーオフ出場を経験することなくキャリアに幕を閉じた。
主な業績
- オールスター出場：1970年－1972年
- オールルーキー1stチーム：1965年